# Florian Essenfelder
Florian Essenfelder (Friedland, Alemanha, 7 de novembro de 1855 - Curitiba, 19 de janeiro de 1929) foi um industrial alemão fundador da fábrica de pianos Essenfelder, em Curitiba.
Filho de Ferdinand Essenfelder e Maria Jacomowski Essenfelder, nasceu em Friedland, Prússia Oriental, Alemanha, atual o Kaliningrad que após 1946 passou a Rússia e a ser chamada Pravdinsk. Sua criação familiar se baseou na moralidade católica, tendo desenvolvido um forte caráter humanitário .
Aos 27 anos, tornou-se mestre de instrumentos musicais na famosa fábrica alemã C. Bechstein. Aos 32, era membro de várias sociedades filantrópicas.
Em 1889, partiu com sua esposa Maria Jacomowski, e seus dois primeiros filhos Carlota Essenfelder e Floriano Hellmuth Essenfelder para Buenos Aires onde fundou sua primeira fábrica de pianos. Nesta cidade nasceu o seu segundo filho Frederico, chamado "Fritz", mais tarde um importante pioneiro do esporte de futebol em Paraná.
Em 1904 família torna a imigrar, desta vez, para cidade de Pelotas (RS).  Por  falta  de  madeiras
apropriadas para o desenvolvimento da produção, no ano de 1907, a família e sua empresa  rumam  para  a  cidade  de  Curitiba,  a  fim  de  possibilitar  o  crescimento  da indústria. Fundou a F. Essenfelder & Cia. Ltda., popularmente conhecida por F. Essenfelder, cujos pianos foram tidos como do mais alto nível de qualidade internacional durante o século XX.